# Laški Rovt
Laški Rovt je naselje u slovenskoj Općini Bohinju. Laški Rovt se nalazi u pokrajini Gorenjskoj i statističkoj regiji Gorenjskoj. 

## Stanovništvo
Prema popisu stanovništva iz 2002. godine naselje je imalo 49 stanovnika.